# میله دریایی پرروزنه
میله دریایی پرروزنه (نام علمی: Pseudoplexaura porosa) نام گونه‌ای از راسته مرجان نرم است.